# Klebelsbergite
La klebelsbergite (simbolo IMA: Kbb) è un raro minerale del gruppo omonimo appartenente alla famiglia minerale dei "solfati, cromati, molibdati e tungstati" con composizione chimica Sb3+4O4(SO4)(OH)2.
Il minerale è l'analogo dell'antimonio della tavagnascoite.

## Etimologia e storia
La klebelsbergite è stata chiamata in questo modo in onore di Kuno Klebelsberg (1875-1932), ex ministro ungherese della Pubblica Istruzione.

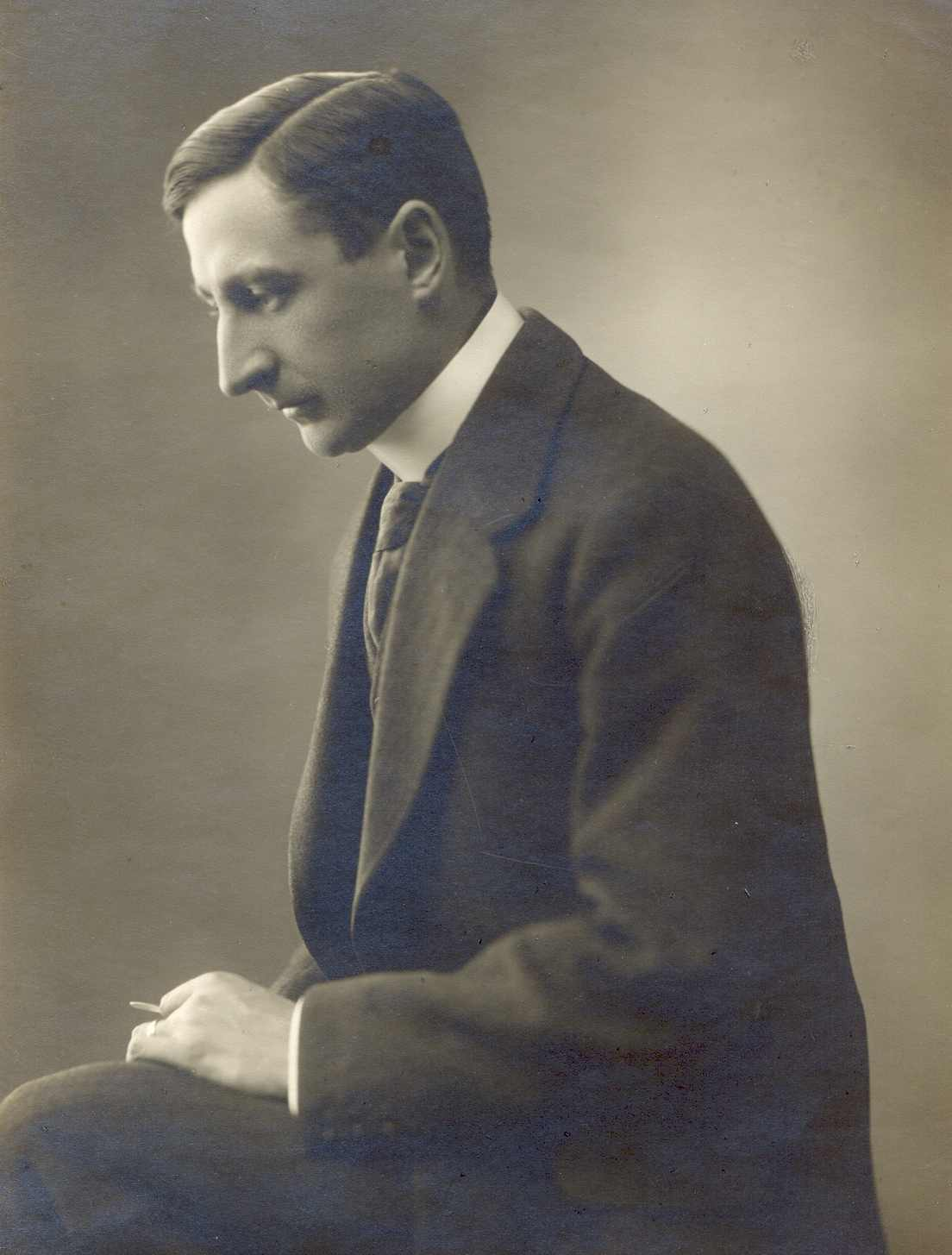
Kuno Graf Klebelsberg von Thumburg intorno al 1900

## Classificazione
Nella classica nona edizione della sistematica dei minerali di Strunz, aggiornata dall'Associazione Mineralogica Internazionale (IMA) fino al 2009, la klebelsbergite è elencata nella classe "7. Solfati (selenati, tellurati, cromati, molibdati, tungstati)" e nella sottoclasse "7.B Solfati (selenati, ecc.) con anioni aggiuntivi, senza H2O"; questa viene ulteriormente suddivisa in base alla dimensione dei cationi coinvolti, in modo tale che la klebelsbergite possa essere trovata nella sezione "7.BB Con cationi di media dimensione" dove è l'unico membro del sistema nº 7.BB.35.
Tale classificazione resta invariata anche nell'edizione successiva, proseguita dal database "mindat.org" e chiamata Classificazione Strunz-mindat nella quale il minerale si trova in compagnia della tavagnascoite, minerale approvato dall'IMA nel 2015.
Nella Sistematica dei lapis (Lapis-Systematik) di Stefan Weiß la klebelsbergite si trova nella classe dei "solfati, cromati, molibdati e tungstati" e nella sottoclasse dei "solfati anidri, con anioni estranei"; qui è nella sezione dei minerali con "prevalenza di cationi di medie dimensioni" dove forma il sistema nº VI/B.02 insieme a tavagnascoite e coquandite.
Anche la classificazione dei minerali secondo Dana, usata principalmente nel mondo anglosassone, elenca la klebelsbergite nella famiglia dei "solfati, cromati e molibdati"; qui è nella classe dei "solfati anidri con idrossile o alogeno" e nella sottoclasse dei "solfati anidri con idrossile o alogeno e (AB)m(XO4)pZq, con m:p>2:1"; qui è nella sezione nº 30.01.05 come unico membro.

## Abito cristallino
La klebelsbergite cristallizza nel sistema ortorombico con il gruppo spaziale Pc21b con i parametri di reticolo a = 11,279(2) Å, b = 14,909(3) Å e c = 5,7648(6) Å, oltre ad avere 4 unità di formula per cella unitaria.

## Origine e giacitura

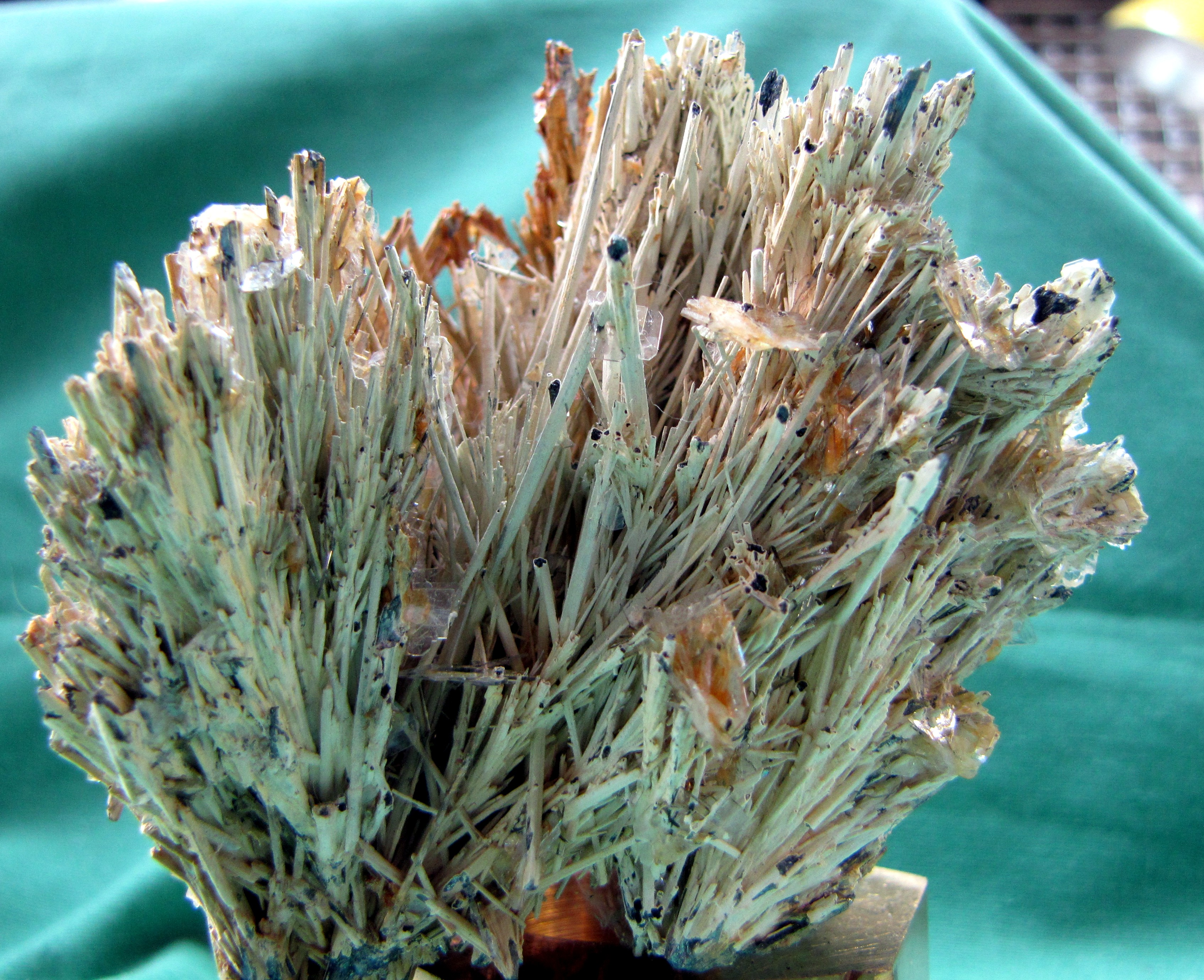
Klebelsbergite su stibnite ("Baia Sprie", Romania)

La klebelsbergite è un prodotto di alterazione della stibnite in depositi di antimonio; qui è in paragenesi con cervantite, cetineite, coquandite, kermesite, onoratoite, peretaite, stibiconite, stibnite e valentinite.
La klebelsbergite è un minerale piuttosto raro ed è stato trovato solo in pochi siti. Si ricordano la sua località tipo, "Baia Sprie" nella regione di Maramureș (Romania); il deposito di oro-argento di "Kremnica" presso Kremnica (Slovacchia); Gyöngyösoroszi (Ungheria); a Brioude, Quimper e Gap (Francia); la miniera "Casualidad" a Pechina (Spagna); Alcoutim, Beja e Gondomar (Portogallo); nella miniera di antimonio di Goesdorf (Lussemburgo).
In Italia la klebelsbergite è stata trovata in Toscana, nella miniera di "Pereta" a Scansano, a Pomarance e nella miniera "Le Cetine" presso Chiusdino.
Altri siti fuori dall'Europa sono la miniera di "Ichinokawa" presso Saijō (prefettura di Ehime, in Giappone); nel distretto di Kadamžaj (Kirghizistan) e nella contea di White Pine (Nevada, Stati Uniti).

## Forma in cui si presenta in natura
I cristalli di klebelsbergite sono piatti, appiattiti su {010}, o aciculari, allungati lungo [001], di dimensioni fino a 1 cm; raramente sono isolati e si trovano tipicamente in aggregati radiali a ciuffi.
I cristalli sono trasparenti, con lucentezza da vitrea a serica; il colore è giallo scuro, ma va da incolore a giallo alla luce trasmessa, mentre il colore del suo striscio va da bianco a giallo.